# Frecciarossa 1000

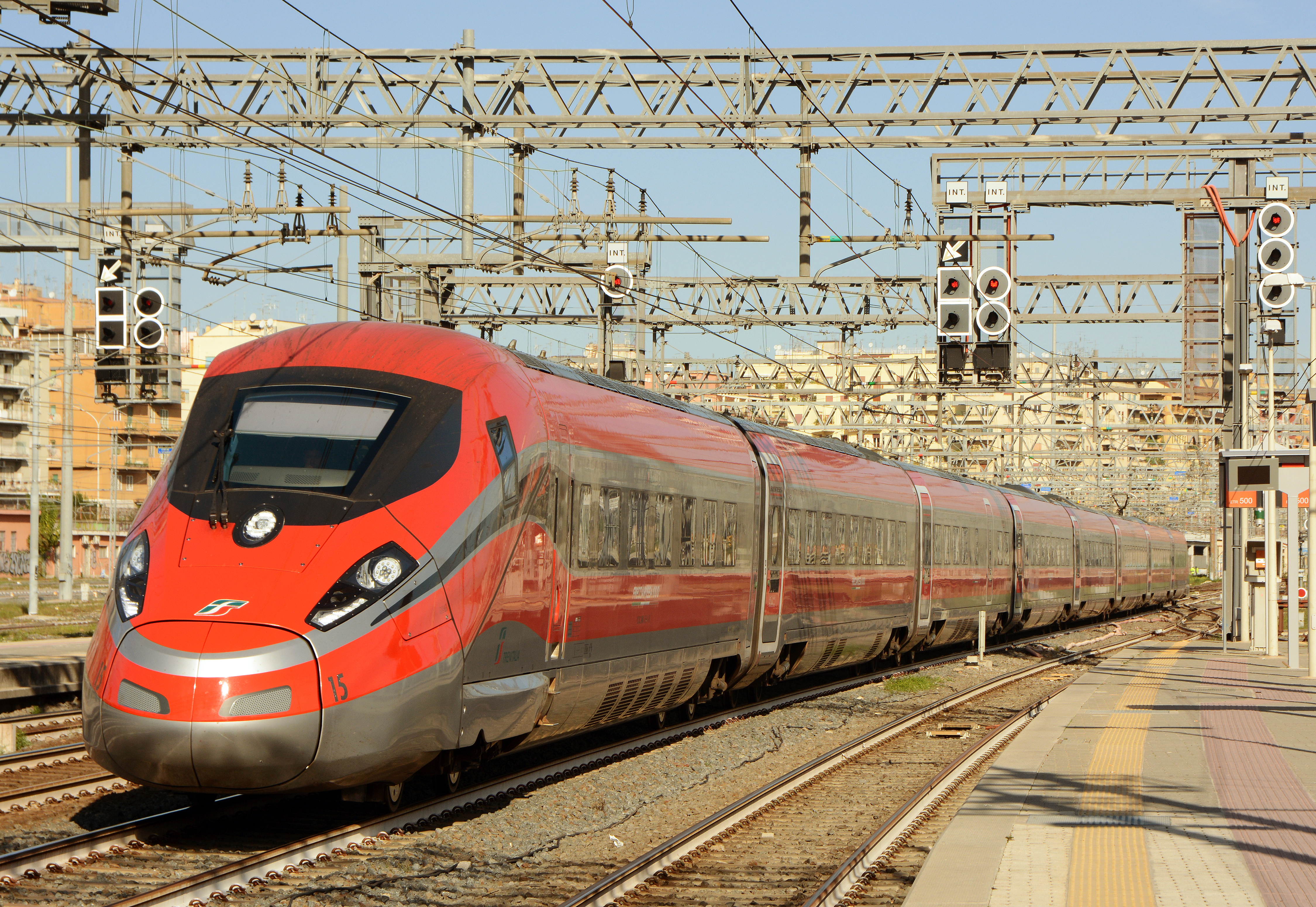
Frecciarossa 1000.

Frecciarossa 1000, também conhecido como ETR 1000, é um trem de alta velocidade operado pela operadora de trens estatais italiana Trenitalia. Foi co-desenvolvido como uma joint venture entre a fabricante italiana de trilhos AnsaldoBreda (agora Hitachi Rail Italy) e o conglomerado multinacional Bombardier Transportation. Tanto o design quanto o trabalho de produção foram divididos entre as duas empresas parceiras.
O trabalho de design começou no trem em 2008, durante o qual considerável trabalho foi realizado pela Bertone. Baseou-se fortemente em produtos existentes, incluindo os trens V250 Zefiro e AnsaldoBreda da Bombardier. O projeto foi modificado para atender às exigências de um concurso da Trenitalia. Em 2010, o ETR 1000 foi selecionado e um total de 50 composições foram encomendadas para atender às necessidades da Trenitalia. Após a inauguração pública do primeiro exemplo do tipo, foi saudado como sendo o trem mais rápido para alcançar a produção em série na Europa na época.